# حوض‌کتی
حوض کتی، روستایی است از توابع بخش مرکزی شهرستان نوشهر در استان مازندران ایران که اب و هوا و طبیعت بسیار عالی و چشم‌نوازی دارد و همواره میزبان گردشگران ایرانی و خارجی می‌باشد این روستا در کمترین فاصله بین کوه جنگلی و دریا در کل استان‌های شمالی کشور قرار دارد مردم این روستا کشاورز و صیاد هستند

## جمعیت
این روستا در دهستان بلده کجور قرار دارد و براساس سرشماری مرکز آمار ایران در سال ۱۳۸۵، جمعیت آن ۷۵۱ نفر (۱۹۵خانوار) بوده‌است. مردم حوض کتی از قومیت طبری هستند. مردم حوض کتی به زبان طبری با گویش کجوری سخن می‌گویند.